# 進退維谷
《進退維谷》是一部由史蒂芬·金於2008年所著的短篇小說，當時發佈在McSweeney's雜誌上，後來於2008年收錄在短篇小說集《日落之後》內。

## 故事簡介
葛倫沃和克帝斯因各項事情勢成水火。一天克帝斯約葛倫沃外出，葛倫沃原以為和談，怎料是一個陷阱。葛倫沃被困在一個臨時公廁內與糞便度過了一整天，終於穿過糞便在公廁的底部逃出。葛倫沃滿身污垢找克帝斯報仇，結果把克帝斯逼得自殺了。